# متشکرم (مجموعه تلویزیونی)
متشکرم (به کره‌ای: 고맙습니다) یک مجموعهٔ تلویزیونی کره‌ای است، که در سال ۲۰۰۷ با بازی جانگ هیوک، گونگ هیو-جین و سئو شین-ئه ساخته شده است. این مجموعه تلویزیونی در ۱۶ قسمت از تاریخ ۲۱ مارس تا ۱۰ مه ۲۰۰۷ از شبکه ام‌بی‌سی کره جنوبی پخش گردید.

## خلاصه داستان
داستان دربارهٔ پزشک چیره‌دست ولی خودپسندی است به نام مین گی‌سو. او در بیمارستان کار می‌کند و به هیچ‌کس اهمیت نمی‌دهد؛ تنها کسی که در نگاهش ارزشمند شمرده می‌شود نامزد درگذشته‌اش چا جی‌مین است. جی‌مین پیش از مرگش از گی‌سو می‌خواهد که به خانوادهٔ دختری به نام لی بوم که در پی تزریق خون آلوده به بیماری ایدز دچار شده، کمک کند. مادر این دختر که لی یونگ‌شین نام دارد بسیار سرزنده و مثبت‌اندیش است. آشنایی دکتر مین‌کی‌سو با این مادر و دختر دگرگونی‌های بزرگی را در زندگی او به دنبال می‌آورد و…

## بازیگران
- جانگ هیوک در نقش مین گی‌سو
- گونگ هیو-جین در نقش لی یونگ‌شین
- سئو شین-ئه در نقش لی بوم، دختر یونگ‌شین
- شین سونگ-روک در نقش چوی سوک‌هیون
- شین گوو در نقش آقای لی/ لی بیون‌گوک، پدربزرگ یونگ‌شین
- کانگ بو-جا در نقش کانگ گوک‌جا، مادر سوک هیون
- کیم سونگ یون در نقش سئو یون‌هی، نامزد سوک هیون
- ریو سونگ-سو در او جانگ‌سوک، نقش پزشک محلی مرکز بهداشت
- جو می-ریونگ در نقش پارک سوران، پرستار محلی مرکز بهداشت
- چوی کانگ-هی در نقش چا جی‌مین، نامزد گی‌سو

## صداپیشگان
- افشین زی‌نوری (در نقش گی‌سو)
- فریبا رمضان‌پور (در نقش یونگ‌شین)
- مهوش افشاری  (در نقش پوم)
- کسری کیانی (در نقش سوکه)
- زویا خلیلی آذر (در نقش مادر سوکه)
- شهرزاد ثابتی (در نقش سوران)
- پرویز ربیعی (در نقش آقای پارک)
- جواد پزشکیان (در نقش آقای لی (پدربزرگ))
- رزیتا یاراحمدی (در نقش جیمین)
- مهسا عرفانی (در نقش یونگ‌جو و پورام)
- شراره حضرتی (در نقش مادر گی‌سو)
- افسانه آریابقا (در نقش یون‌هی)
- حسین خداداد بیگی (در نقش جونگ‌سو)
- جواد بازیاران (در نقش پدر گی‌سو)
- ابراهیم شفیعی (در نقش دوسوب)
- مینا شجاع (در نقش مادر دوسوب)
- آرزو روشناس (در نقش مادر پورام)
- نازنین یاری (در نقش پرستار)
- حسین سرآبادانی (در نقش دوست گی‌سو)
- کامبیز شکوفنده (در نقش یونگ او)
- محمد یاراحمدی
- حسن کاخی
- عادل کریمی